# Landala IF
Landala IF bildades 29 augusti 1919 och är Göteborgs sjätte äldsta aktiva fotbollsklubb (efter ÖIS, Göteborgs FF, Gais, IFK Göteborg och IK Virgo). Landalas tröjfärg är orange och byxorna är svarta.
Från början hade Landala en mängd idrotter på programmet, som terränglöpning och friidrott. Den mest berömde friidrottaren var Ivan "Landala" Nilsson, som 1926 blev svensk mästare i höjdhopp.

## Historia
Vid tidpunkten för Landala IF:s bildande var stadsdelen Landala en "förort", som var väldigt tättbefolkad. Landshövdingehusen var bebodda av stora familjer med många barn och idrottslusten var stor. Som mest bodde det 12 000 personer i 2200 hushåll i Landala. Terränglöpningarna i Landalabergen "åsågs av flertusentalig publik" och Landalas första fotbollsmatch mot IK Göta sågs av 1 000 personer.
Landala IF:s storhetsperiod i fotboll inföll under åren 1928-1936, då man som högst var uppe i division II västra 1934/1935, motsvarande nivån för dagens Superettan.

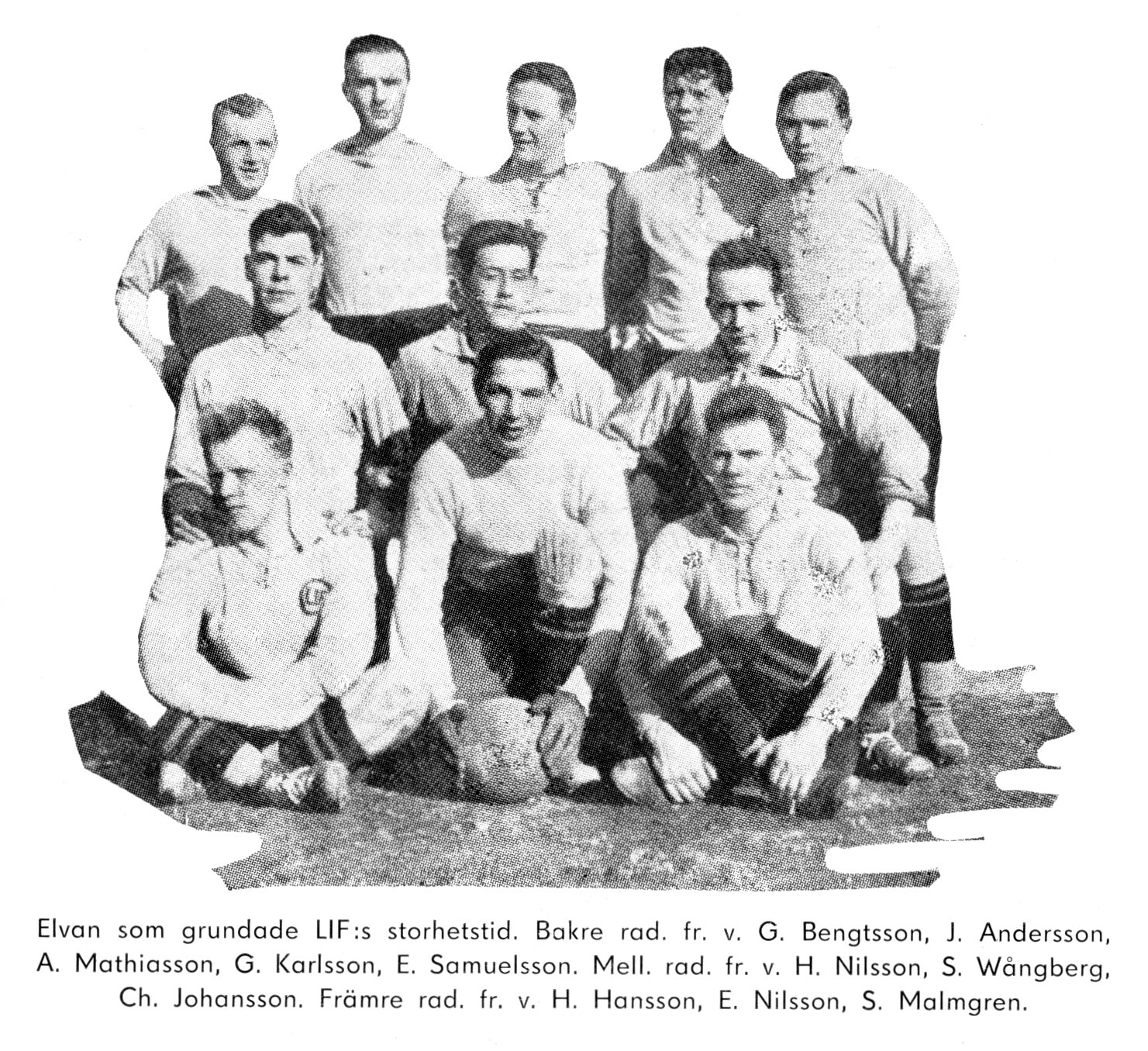
Laguppställning i början av 1930-talet. I första raden Korven (ytter, egen produkt), Makarn (inner, värvades från Skogens IF), Allan Mattiasson (center som blommade ut i Landala, från IFK), Gilbert Karlsson (inner från Annedals IF) och Smulle (ytter, egen produkt); i andra Kojsan (halvback, egen produkt), Gasten (centerhalv, egen produkt) och Charles Johansson (halvback, från IFK); sittande Bjässen (back, egen produkt), Erland Nilsson (målvakt, egen produkt) och Bölja (back, egen produkt).

Landala IF kom på en hedersam 7:e-plats före till exempel Degerfors IF och tog fler poäng än Kalmar FF och Åtvidabergs FF i östtvåan. Efter glansåren började man en snabb vandring utför i seriesystemet p.g.a. spelarflykt och bristande organisation. Landala IF var under sin storhetsperiod berömda för sina "huliganer" i form av barn- och ungdomsgäng som gav Landala IF ett ensidigt stöd under matcherna på Gibraltarvallen och Ullevi. Landala IF fanns med på tipstjänst första tipskupong i en match mot Billingsfors IK 1934. Landala vann matchen mot Dalslänningarna med 3-1.
Efter svåra år där många eldsjälar bar upp den sargade klubben fick man ett uppsving på 50- och 60-talet med ungdomsverksamhet. På 70-talet var Landala IF ett fruktat namn i Göteborgs lokalfotboll och vann, efter ett antal år av goda placeringar, division 4 två år i rad. Tyvärr var det de enda två åren som seriesegrarna från division 4 inte gick upp till division 3, utan fick kvala. Kvalmatcherna förlorades mot Utsiktens BK 1971 och Backa IF 1972 (inför 3000 åskådare). Båda kvalen missades alltså, men p.g.a. det olyckliga ödet vann man en tävling som speciell idrottsförening och fick på så sätt ett gratis träningsläger i Holland och viss medial uppmärksamhet.
Under 1980 och 90-talet rasade både organisation och resultat sakta ner mot botten av Göteborgsserierna. Återväxten uteblev och till slut blev det för tungrott. Därmed slogs Landala IF ihop med Johannebergs IF 1995 och det gamla klubbhuset vid Mossens IP såldes av.
Utan ledare, spelare som slutade och en styrelse som ville lägga ner föreningen var 2006 även Johanneberg/Landala IF:s dagar räknade. På initiativ av IK Virgo, och dess ordförande Ulf "Kungen" Carling bevarades dock klubben och nya spelare tillkom efter värvningskampanjer. Landala IF och Johannebergs IF slogs isär och 2008 hade Landala ännu en gång ett fotbollslag i division 7. Åren som följde byggdes organisationen upp på nytt och blev återigen en välmående fotbollsförening och en kraft att räkna med i göteborgsfotbollens lägre divisioner. 2019 firade klubben 100 år.